# 日本の情報に関する資格一覧
日本の情報に関する資格一覧（にほんのじょうほうにかんするしかくいちらん）は、日本国内で実施されている、情報に関する資格試験の名称を一覧としたものである。

## 国家資格
- 【情報処理の促進に関する法律】
  - 情報処理安全確保支援士
  - 情報処理技術者試験
    - 基本情報技術者試験
    - 応用情報技術者試験
    - 高度情報処理技術者試験
- 【技術士法】
  - 技術士情報工学部門
- 【職業能力開発促進法】
  - 職業訓練指導員 (情報処理科)
  - ウェブデザイン技能士
- 【教育職員免許法】
  - 高等学校教育職員免許状（情報、情報実習）
- 【中小企業支援法】
  - 中小企業診断士

## 公的資格
- 日商PC検定試験（日本商工会議所）
- 日商マスター（日本商工会議所）
- 日商プログラミング検定（日本商工会議所）
- ビジネスキーボード認定試験（日本商工会議所）
- キータッチ2000テスト（日本商工会議所）

## 民間資格
- デジタル・フォレンジック・プロフェッショナル認定（CDFP）（デジタル・フォレンジック研究会）
- 認定ホワイトハッカー（CEH）（EC-Council）
- CG-ARTS検定
- 認定情報技術者（CITP）（情報処理学会）
- 公認情報システム監査人（CISA）（ISACA）
- 公認情報セキュリティマネージャー（CISM）（ISACA）
- Cisco技術者認定（シスコシステムズ）
- CISSP（アイエスシー・スクエア）
- CIW（Certification Partner）
- CompTIA（コンプティア）
- DTPエキスパート（日本印刷技術協会）
- GIAC（SANS Institute）
- IC3（Certiport）
- ICTスキルアッププログラム（ICT教育推進プログラム協議会）
- ITコーディネータ（ITコーディネータ協会）
- 情報検定（J検）（職業教育・キャリア教育財団）
- LinuC（LPI-Japan）
- LPIC（Linux Professional Institute）
- Microsoft関連資格
  - MBMS認定資格
  - マイクロソフト認定アソシエイト（MCA）
  - MCP
  - MOS
  - MOT
- OCJP (Oracle認定Javaプログラマ)（日本オラクル）
- ORACLE MASTER（日本オラクル）
- オープンソースデータベース技術者認定試験（OSS-DB）（LPI-Japan）
- P2M関連資格（日本プロジェクトマネジメント協会）
  - プロジェクトマネジメント・コーディネータ（PMC）
  - プロジェクトマネジメント・スペシャリスト（PMS）
  - プログラムマネジャー・レジスタード（PMR）
  - プログラムマネジメント・アーキテクト（PMA）
- プロジェクトマネジメント・プロフェッショナル（PMP） （プロジェクトマネジメント協会）
- ICTプロフィシエンシー検定試験（P検）（ICTプロフィシエンシー検定協会）
- PHP技術者認定試験（PHP技術者認定機構）
- Red Hat認定エンジニア（RHCE）（レッドハット）
- 情報活用力診断テスト（Rasti）（未来教育推進機構）
- Turbolinux技術者認定（ターボリナックス）
- XMLマスター（XML技術者育成推進委員会）
- Zend PHP Certification（Zend）
- .com Master（NTTコミュニケーションズ）
- インターネット実務能力検定（インターネット実務検定協会）
- 検索技術者検定（情報科学技術協会）
- コンピュータサービス技能評価試験（中央職業能力開発協会）
- ビジネス・キャリア検定試験（中央職業能力開発協会）
- ディジタル技術検定（国際文化カレッジ）
- パソコン整備士（IT整備士協会）
- プログラミング能力検定（プログラミング能力検定協会）
- サーティファイ関連資格
  - 情報処理技術者能力認定試験　
  - C言語プログラミング能力認定試験　
  - Javaプログラミング能力認定試験　
  - ジュニア・プログラミング検定　
  - 実践プログラミング技術者試験　
  - AI検定　
  - Excel表計算処理技能認定試験　
  - Word文書処理技能認定試験　
  - Accessビジネスデータベース技能認定試験　
  - PowerPointプレゼンテーション技能認定試験　
  - Illustratorクリエイター能力認定試験　
  - Photoshopクリエイター能力認定試験　
  - Webクリエイター能力認定試験　
  - ネットマーケティング検定
- タッチタイピング関連資格
  - イータイピング・マスター（イータイピング）
  - 日本語ワープロ検定（日本情報処理検定協会）
  - 毎日パソコン入力コンクール（毎日新聞社、日本パソコン能力検定委員会）
- AI関連資格
  - JDLA Deep Learning For GENERAL（G検定）（日本ディープラーニング協会）
  - JDLA Deep Learning for ENGINEER（E資格）（日本ディープラーニング協会）